# アルテーミウシク (小型揚陸艦)
U424 アルテーミウシク(ウクライナ語:U422 Артемівськアルテーミウスィク)は、ウクライナのエアクッション小型揚陸艦(Малий десантний корабель на повітряній подушці)である。艦名は、ウクライナ東部の同名の都市に因む。ロシア語名はアルチョーモフスク(Артемовскアルチョーマフスク)である。

## 概要

### 来歴
アルテーミウシクは、12322号計画「ズーブル」型エアクッション小型揚陸艦の1艦として建造された。開発はソ連時代に開始され、ウクライナ・ソヴィエト社会主義共和国・クリミア自治共和国の都市フェオドーシヤにあったモーレ・フェオドーシヤ造船所の第302工場で建造された。当初の艦名はMDK-123(МДК-123エームデーカー・ストー・ドヴァーッツァチ・トリー)であった。フェオドーシヤでは12322型6 隻の建造が計画されており、 MDK-123は1990年、その2 隻目として竣工した。MDK-123は、ソ連海軍の黒海艦隊に編入された。
1991年8月24日にはウクライナが独立したが、MDK-123は完成していた姉妹艦とともにロシア海軍へ管轄の移った黒海艦隊に留まった。その後、ロシア政府とウクライナ政府間に結ばれた協定に基づき、1996年1月10日には正式にウクライナ海軍に編入され、U424 アルテーミウシクと改称された。
しかし、2000年には海軍戦略の変更により、ウクライナ海軍より除籍された。

### 性能
動力機関は10000 馬力級のガスタービンエンジンMT-70が5 基搭載され、水上最大63 knの高速力を獲得していた。その内2 基は浮揚用で、3 機が機動に用いられた。
艦は小型ながらも、ウクライナ陸軍の主となっているT-80UDクラスの戦車を3 輌輸送できた。この他、PT-76水陸両用軽戦車ならば6 輌、BTR-70/80水陸両用装甲兵員輸送車ならば8 輌輸送できた。
アルテーミウシクは小型艦であったが、最低限の電子装備は搭載されていた。レーダーは「ポズィティーウ」と「ブラクィーチ」が搭載された。通信装置は「ブラーン」が搭載された。
また、アルテーミウシクには、揚陸作戦時における敵の干渉を排除するため、攻撃的な自衛システムが装備されていた。まず、個艦防空用の艦対空ミサイルシステムとしては、携行式防空ミサイル9K310-1「ホールカ1M」が搭載された。これは、4 基の発射装置に対し、赤外線誘導式ミサイル弾体32 発が用意されていた。これに加え、艦には30 mm多砲身機関砲2 基が搭載された。これは、MR-123-02「ヴィーンペル」管制レーダーによって統御される近接防禦火器システムであった。一方、陸上・海上への火力制圧のためには、強力なロケット弾斉射システムRS-30「ヴォゴーニ」が搭載された。これは140 mm無誘導式ロケット弾の発射システムで、艦には22管からなる発射装置(ロケットランチャー)MS-227を2 基備えていた。弾体は、OF-45またはZZh-45の132 発とされる。このシステムは、射撃管制装置DVU-3によって統御された。